# Alfred Bonaventura von Rauch

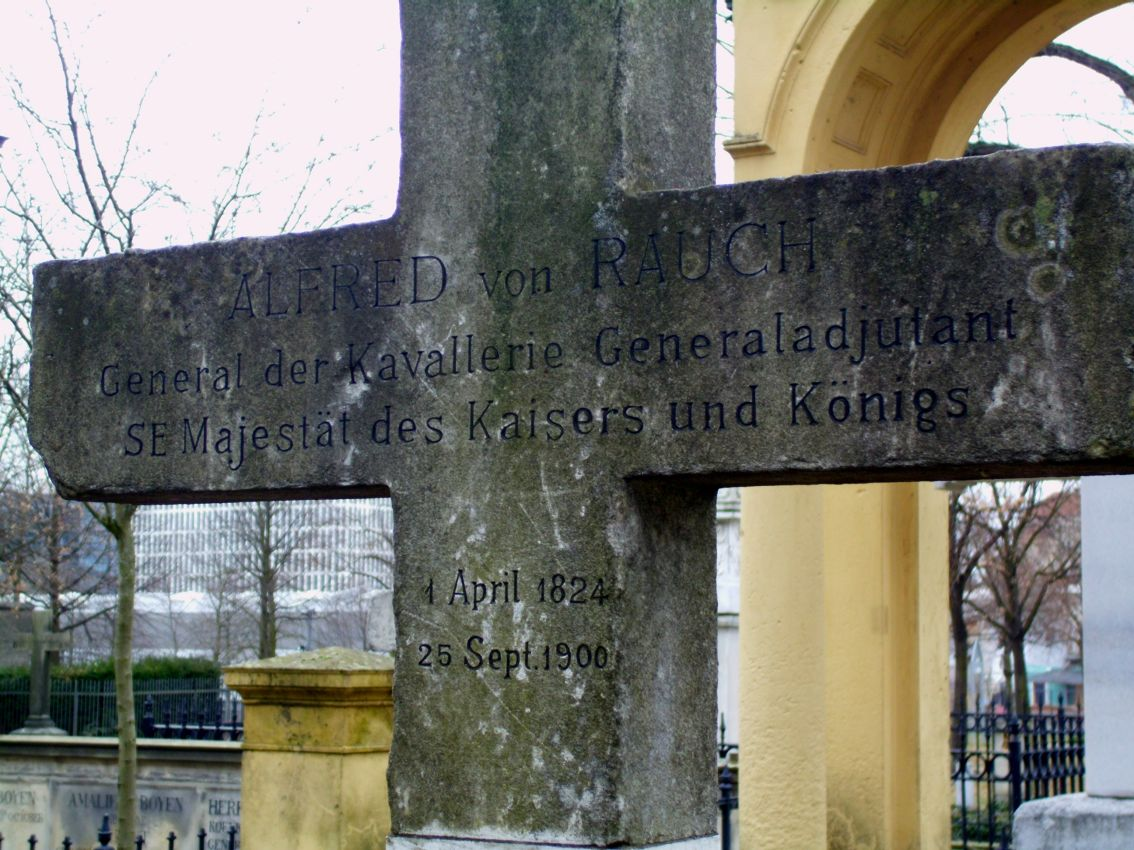
Mộ chí của Alfred von Rauch (chi tiết) ở nghĩa trang Invalidenfriedhof Berlin (ảnh chụp năm 2013)

Alfred Bonaventura von Rauch (1 tháng 4 năm 1824 tại Potsdam – 25 tháng 9 năm 1900 tại Berlin) là một Thượng tướng kỵ binh của Vương quốc Phổ, đã từng tham gia trong ba cuộc chiến tranh thống nhất nước Đức.

## Tiểu sử
Ông sinh ngày 1 tháng 4 năm 1824 tại thành phố Potsdam. Ông thân sinh của ông là Trung tướng Friedrich Wilhelm von Rauch (1790 – 1850), và chú của ông là Bộ trưởng Chiến tranh Gustav von Rauch.
Thiếu thời, Rauch đã tham dự các trường thiếu sinh quân ở Potsdam và Berlin. Vào ngày 9 tháng 8 năm 1842, ông gia nhập Trung đoàn Cấm vệ quân (Gardes du Corps) của quân đội Phổ với quân hàm thiếu úy. Trong cuộc Chiến tranh Đức-Đan Mạch vào năm 1864, trên cương vị thượng tá trong Bộ Tổng chỉ huy của tướng Wrangel, ông đã tham gia pháo kích Fridericia và Dybbøl. Sau cuộc chiến tranh này, ông được bổ nhiệm làm Tư lệnh của Trung đoàn Thết kỵ binh số 6 và đã chỉ huy trung đoàn của mình tham gia trận Königgrätz trong Chiến dịch tấn công Áo năm 1866. Trong cuộc Chiến tranh chống Pháp (1870 &ndsah; 1871), ông được bổ nhiệm làm chỉ huy Lữ đoàn Kỵ binh số 17 với quân hàm Thiếu tướng.
Vào ngày 23 tháng 8 năm 1883, Rauch xuất ngũ với quân hàm danh dự (Charakter) Thượng tướng kỵ binh. Nhưng, ngay từ Tết Dương lịch năm 1884, Đức hoàng Wilhelm I đã bổ nhiệm ông làm Tướng phụ tá vào giữa tháng 4 năm đó ông được cử làm Chủ tịch Hiệp hội Generalordenskommission. Vào ngày 9 tháng 6 năm 1884, trong khi vẫn giữ chức vụ của mình, Raul trở lại phục vụ tại ngũ. Sau 10 năm phục vụ, vào ngày 7 tháng 7 năm 1894, Rauch xuất ngũ lần cuối, đồng thời được tặng thưởng Kim cương đính kèm Huân chương Đại bàng Đỏ.
Sau khi từ trần vào ngày 25 tháng 9 năm 1900 ở Berlin, ông được mai táng trong phần mộ của gia đình tại nghĩa trang Invalidenfriedhof Berlin. Ngôi mộ hiện được bảo tồn.

### Gia đình
Vào ngày 20 tháng 9 năm 1851, tại Potsdam, Rauch thành hôn với Auguste Karoline Luise Elisabeth Gräfin von Brühl (19 tháng 10 năm 1827 tại Berlin – 5 tháng 9 năm 1901 tại Berlin). Cuộc hôn nhân này đã man lại cho họ hai người con:
- Friedrich Leopold Bonaventura (15 tháng 2 năm 1855 tại Berlin – 1935), Thượng tướng kỵ binh
- Anna Elisabeth (sinh ngày 23 tháng 8 năm 1863 tại Potsdam)